# The Battle of Bull Run

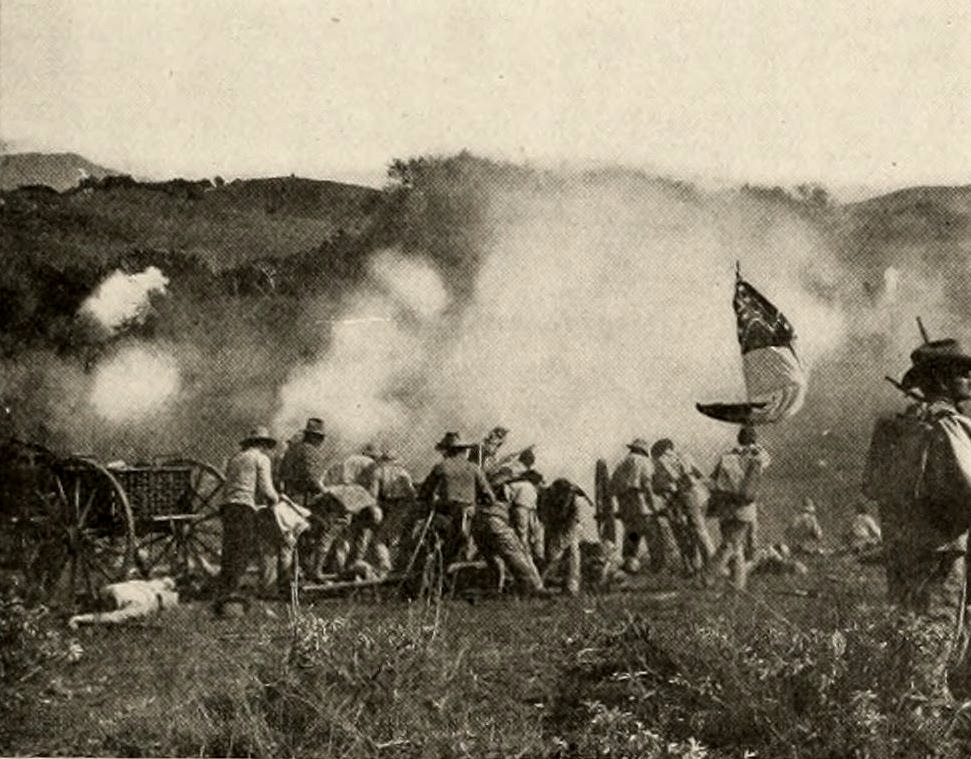
Extrait du film The Battle of Bull Run (1913)

The Battle of Bull Run est un film muet américain réalisé par Francis Ford et sorti en 1913.

## Fiche technique
- Réalisation : Francis Ford
- Date de sortie : États-Unis : 18 mars 1913

## Distribution
- William Clifford : le colonel sudiste
- Victoria Forde : May
- Grace Cunard : Grace Myers
- Ray Myers : Harry Myers
- Francis Ford : Abraham Lincoln